# Лилль-3 (кантон)
Лилль-3 (фр. Lille-3) — кантон во Франции, находится в регионе О-де-Франс, департамент Нор.
Кантон образован в результате реформы 2015 года на основе упраздненного кантона Лилль-Нор-Эст.

## Состав кантона
В состав кантона входят коммуны (население по данным Национального института статистики за 2017 г.):
- Мон-ан-Барёль (20 782 чел.)
- Лилль (восточные и юго-восточные кварталы, ассоциированная коммуна Эллем) (50 567 чел.)

## Политика
На президентских выборах 2022 г. жители кантона отдали в 1-м туре Жану-Люку Меланшону 39,9 % голосов против 25,4 % у Эмманюэля Макрона и 13,5 % у Марин Ле Пен; во 2-м туре в кантоне победил Макрон, получивший 74,0 % голосов. (2017 год. 1 тур: Жан-Люк Меланшон – 29,5 %, Эмманюэль Макрон – 24,5 %, Марин Ле Пен – 15,8 %, Франсуа Фийон – 13,9 %; 2 тур: Макрон – 75,7 %. 2012 год. 1 тур:  Франсуа Олланд — 34,9 %, Николя Саркози — 20,9 %, Марин Ле Пен — 14,9 %; 2 тур: Олланд — 61,7 %).
С 2021 года кантон в Совете департамента Нор представляют член совета ассоциированной коммуны Элем Симон Жамлен (Simon Jamelin) и руководитель компании из города Мон-ан-Барёль Селин Скаваннек (Céline Scavennec) (оба — Европа Экология Зелёные).
|                | Кандидаты                        | Партия                   | Первый тур | Первый тур     | Второй тур | Второй тур |
| Кол-во голосов | Кандидаты                        | Партия                   | % голосов  | Кол-во голосов | % голосов  |            |
| -------------- | -------------------------------- | ------------------------ | ---------- | -------------- | ---------- | ---------- |
|                | Симон Жамлен Селин Скаваннек     | Европа Экология Зелёные  | 3 401      | 28,88          | 5 846      | 54,19      |
|                | Себастьен Дюэм Александра Лешнер | Социалистическая партия  | 2 728      | 23,16          | 4 941      | 45,81      |
|                | Филипп Герар Соня Мазюрель       | Национальное объединение | 1 584      | 13,45          |            |            |
|                | Клер Генон Бенуа Ивон            | Разные центристы         | 1 483      | 12,59          |            |            |
|                | Кевен Вайян Элоди Клоэс          | Непокорённая Франция     | 1 425      | 12,10          |            |            |
|                | Жером Гарсиа Матьй Госсо         | Республиканцы            | 878        | 7,46           |            |            |
|                | Берил Бенюсеф Луиза Ванденборт   | Крайне левые             | 278        | 2,36           |            |            |

|                | Кандидаты                          | Партия                  | Первый тур | Первый тур     | Второй тур | Второй тур |
| Кол-во голосов | Кандидаты                          | Партия                  | % голосов  | Кол-во голосов | % голосов  |            |
| -------------- | ---------------------------------- | ----------------------- | ---------- | -------------- | ---------- | ---------- |
|                | Александра Лешнер Фредерик Маршан  | Социалистическая партия | 5 480      | 32,83          | 10 413     | 66,55      |
|                | Моник Бодуэн Франк Деклерк         | Национальный фронт      | 4 320      | 25,88          | 5 235      | 33,45      |
|                | Сильвен Делакруа Ивон Сприэ        | Разные левые            | 3 591      | 21,51          |            |            |
|                | Каролин Буасар-Ваннье Жером Гарсиа | Правый блок             | 3 301      | 19,78          |            |            |